# Carol Greider
Carol W. Greider (ur. 15 kwietnia 1961 w San Diego) – amerykańska biolożka molekularna, profesor Johns Hopkins University, razem z Elizabeth Blackburn dokonała w 1984 odkrycia enzymu telomerazy. Prowadziła pionierskie badania nad telomerami. Razem z Elizabeth Blackburn i Jackiem W. Szostakiem została uhonorowana Nagrodą Nobla w 2009 roku.

## Życiorys
Greider wychowała się w Davis w Kalifornii. Jej ojciec Ken Greider był profesorem fizyki na University of California, matka była biologiem, zmarła gdy Carol miała sześć lat. Ma starszego o rok brata Marka. Studiowała na University of California w Santa Barbara. Na pierwszym roku studiów zajmowała się rytmami dobowymi i biologią komórki w laboratorium Bei Sweeney. Na drugim roku pracowała w laboratorium Lesa Wilsona razem z Kevinem Sullivanem i Davidem Asai. Kolejny rok studiów spędziła w Niemczech. W 1983 otrzymała tytuł B.A. z biologii. Tytuł Ph.D. z biologii molekularnej otrzymała w 1987 na University of California w Berkeley, na podstawie pracy napisanej pod kierunkiem Elizabeth Blackburn. W tym czasie razem z Blackburn odkryła telomerazę.
Od 1988 do 1990 odbyła staż podoktorancki (postdoctoral fellowship) w Cold Spring Harbor Laboratory, Long Island. Prowadziła wówczas prace nad sklonowaniem genu kodującego rybonukleinową składową telomerazy; ich wyniki opublikowała w 1989 roku. Wkrótce otrzymała stypendium National Institutes of Health, dzięki któremu mogła mieć pierwszego doktoranta (Leę Harrington). W 1990 uzyskała stanowisko Assistant Investigator. Współpracowała z Calvin Harley na McMaster University. Greider i Harley razem ze współpracownikami przedstawiły pierwsze dowody na zależność długości telomerów od wieku komórki, odkryły również, że gen telomerazy jest aktywowany w komórkach nowotworowych. Od 1997 jest pracownikiem naukowym Johns Hopkins University.
Należy do American Society for Cell Biology (1999) i National Academy of Sciences (2003)
Razem z mężem Nathanielem Comfortem, profesorem George Washington University, ma syna Charlesa. Trenowała triathlon.

## Nagrody i wyróżnienia
- Allied Signal Outstanding Project Award (1992)
- Gertrude Elion Cancer Research Award (1994)
- Schering-Plough Scientific Achievement Award, American Society for Biochemistry and Molecular Biology (1997)
- Gairdner Foundation International Award (1998)[8]
- Richard Lounsbery Award (2003)[9]
- Dickson Prize (2006)[10]
- Lila Gruber Cancer Research Award (2006)
- Wiley Prize in Biomedical Sciences (2006) (razem z Elizabeth Blackburn)
- Lasker Award for Basic Medical Research (2006) (razem z Elizabeth Blackburn i Jackiem Szostakiem)
- Louisa Gross Horwitz Prize (2007) (razem z Elizabeth Blackburn i Josephem G. Gallem)[11]
- The Katharine Berkan Judd Award (2008)
- Paul-Ehrlich-und-Ludwig-Darmstaedter-Preis (2008)[12]
- Nagroda Nobla (2009) (razem z Elizabeth Blackburn i Jackiem Szostakiem)

## Wybrane prace
- CW. Greider, EH. Blackburn. Identification of a specific telomere terminal transferase activity in Tetrahymena extracts. „Cell”. 43 (2 Pt 1), s. 405-13, Dec 1985. PMID: 3907856.
- CW. Greider, EH. Blackburn. The telomere terminal transferase of Tetrahymena is a ribonucleoprotein enzyme with two kinds of primer specificity. „Cell”. 51 (6), s. 887-98, Dec 1987. PMID: 3319189.
- EH. Blackburn i inni, Recognition and elongation of telomeres by telomerase, „Genome”, 31 (2), 1989, s. 553-60, PMID: 2698831.
- CW. Greider, EH. Blackburn. A telomeric sequence in the RNA of Tetrahymena telomerase required for telomere repeat synthesis. „Nature”. 337 (6205), s. 331-7, Jan 1989. DOI: 10.1038/337331a0. PMID: 2463488.
- CB. Harley, AB. Futcher, CW. Greider. Telomeres shorten during ageing of human fibroblasts.. „Nature”. 345 (6274), s. 458-60, May 1990. DOI: 10.1038/345458a0. PMID: 2342578.
- CW. Greider. Telomeres, telomerase and senescence. „Bioessays”. 12 (8), s. 363-9, Aug 1990. DOI: 10.1002/bies.950120803. PMID: 2241933.
- JL. Chen, CW. Greider. Template boundary definition in mammalian telomerase. „Genes Dev”. 17 (22), s. 2747-52, Nov 2003. DOI: 10.1101/gad.1140303. PMID: 14630939. PMCID: PMC280623.
- L. Qi i inni, Short telomeres and ataxia-telangiectasia mutated deficiency cooperatively increase telomere dysfunction and suppress tumorigenesis, „Cancer Research”, 63 (23), 2003, s. 8188-96, PMID: 14678974.
- JL. Chen, CW. Greider. An emerging consensus for telomerase RNA structure. „Proc Natl Acad Sci U S A”. 101 (41), s. 14683-4, Oct 2004. DOI: 10.1073/pnas.0406204101. PMID: 15466703. PMCID: PMC522039.
- LY. Hao, MA. Strong, CW. Greider. Phosphorylation of H2AX at short telomeres in T cells and fibroblasts. „J Biol Chem”. 279 (43), s. 45148-54, Oct 2004. DOI: 10.1074/jbc.M403924200. PMID: 15322096.
- LY. Hao, CW. Greider. Genomic instability in both wild-type and telomerase null MEFs. „Chromosoma”. 113 (2), s. 62-8, Sep 2004. DOI: 10.1007/s00412-004-0291-7. PMID: 15258806.
- JL. Chen, CW. Greider. Telomerase RNA structure and function: implications for dyskeratosis congenita. „Trends Biochem Sci”. 29 (4), s. 183-92, Apr 2004. DOI: 10.1016/j.tibs.2004.02.003. PMID: 15082312.
- CW. Greider, EH. Blackburn, CW. Greider, EH. Blackburn. Tracking telomerase. „Cell”. 116 (2 Suppl), s. S83-6, 1 p following S86, Jan 2004. PMID: 15055591.
- JL. Chen, CW. Greider. Functional analysis of the pseudoknot structure in human telomerase RNA. „Proc Natl Acad Sci U S A”. 102 (23), s. 8080-5; discussion 8077-9, Jun 2005. DOI: 10.1073/pnas.0502259102. PMID: 15849264. PMCID: PMC1149427.
- M. Armanios, CW. Greider. Telomerase and cancer stem cells. „Cold Spring Harb Symp Quant Biol”. 70, s. 205-8, 2005. DOI: 10.1101/sqb.2005.70.030. PMID: 16869755.
- LY. Hao i inni, Short telomeres, even in the presence of telomerase, limit tissue renewal capacity, „Cell”, 123 (6), 2005, s. 1121-31, DOI: 10.1016/j.cell.2005.11.020, PMID: 16360040.
- M. Armanios i inni, Haploinsufficiency of telomerase reverse transcriptase leads to anticipation in autosomal dominant dyskeratosis congenita, „Proceedings of the National Academy of Sciences of the United States of America”, 102 (44), 2005, s. 15960-4, DOI: 10.1073/pnas.0508124102, PMID: 16247010, PMCID: PMC1276104.
- L. Qi, MA. Strong, BO. Karim, DL. Huso i inni. Telomere fusion to chromosome breaks reduces oncogenic translocations and tumour formation. „Nat Cell Biol”. 7 (7), s. 706-11, Jul 2005. DOI: 10.1038/ncb1276. PMID: 15965466.
- CW. Greider. Telomerase RNA levels limit the telomere length equilibrium. „Cold Spring Harb Symp Quant Biol”. 71, s. 225-9, 2006. DOI: 10.1101/sqb.2006.71.063. PMID: 17381301.
- D. Feldser, MA. Strong, CW. Greider. Ataxia telangiectasia mutated (Atm) is not required for telomerase-mediated elongation of short telomeres. „Proc Natl Acad Sci U S A”. 103 (7), s. 2249-51, Feb 2006. DOI: 10.1073/pnas.0511143103. PMID: 16467146. PMCID: PMC1413760.
- CJ. Frank, M. Hyde, CW. Greider. Regulation of telomere elongation by the cyclin-dependent kinase CDK1. „Mol Cell”. 24 (3), s. 423-32, Nov 2006. DOI: 10.1016/j.molcel.2006.10.020. PMID: 17070718.
- EH. Blackburn, CW. Greider, JW. Szostak. Telomeres and telomerase: the path from maize, Tetrahymena and yeast to human cancer and aging. „Nat Med”. 12 (10), s. 1133-8, Oct 2006. DOI: 10.1038/nm1006-1133. PMID: 17024208.
- DM. Feldser, CW. Greider. Short telomeres limit tumor progression in vivo by inducing senescence. „Cancer Cell”. 11 (5), s. 461-9, May 2007. DOI: 10.1016/j.ccr.2007.02.026. PMID: 17433785. PMCID: PMCPMC1945093.

- Y. Ma, CW. Greider. Kinase-independent functions of TEL1 in telomere maintenance.. „Mol Cell Biol”. 29 (18), s. 5193-202, Sep 2009. DOI: 10.1128/MCB.01896-08. PMID: 19596790. PMCID: PMC2738284.
- TA. Morrish, CW. Greider. Short telomeres initiate telomere recombination in primary and tumor cells. „PLoS Genet”. 5 (1), s. e1000357, Jan 2009. DOI: 10.1371/journal.pgen.1000357. PMID: 19180191. PMCID: PMC2627939.